# Suaixtis
Suaixtis (o Swayxtix) , nel pantheon dei Prussiani antichi, è il dio della luce (ma non del sole).
È citato nel Constitutiones Synodales del 1520 e nel Libro Sudoviano scritto tra il 1520 e il 1530.
L'etimologia del nome viene fatta risalire al termine svaistikas, termine che può essere tradotto come che illumina intorno.